# Морлупо
Морлупо (итал. Morlupo) — коммуна в Италии, располагается в регионе Лацио, подчиняется административному центру Рим.
Население составляет 8497 человек (на 2024 г.), плотность населения составляет 272 чел./км². Занимает площадь 23 км². Почтовый индекс — 067. Телефонный код — 06.
В коммуне 15 августа особо празднуется Успение Пресвятой Богородицы.